# سرو ده لوس اینوکنتس
سرو ده لوس اینوکنتس (به اسپانیایی: Cerro de Los Inocentes) یک قله در شیلی است. سرو ده لوس اینوکنتس ۱٬۲۶۸ متر بالاتر از سطح دریا واقع شده‌است.